# جبريل أليكس
جبريل أليكس (بالفرنسية: Gabriel Alix)‏ هو رسام وفنان هايتي، ولد في 1930، وتوفي في 1998.